# USS Branch (DD-197)
«Бранч» (англ. USS Branch (DD-197) — військовий корабель, ескадрений міноносець типу «Клемсон» військово-морських сил США за часів Другої світової війни.
«Бранч» закладений 25 жовтня 1918 року на верфі Newport News Shipbuilding у Ньюпорт-Ньюсі, де 19 квітня 1919 року корабель був спущений на воду. 26 липня 1920 року він увійшов до складу ВМС США.

## Історія
10 квітня 1942 року «Беверлі» увійшов до ескорту конвою PQ 14, який очолювали лінкори «Кінг Джордж V» та «Герцог Йоркський» і зворотного конвою QP 10.
У лютому 1943 року разом з есмінцями «Волонтір», «Вінчелсі» та «Хайлендер» і шістьма корветами типу «Флавер» «Беверлі» був включений до 4-ї ескортної групи, що базувалася на Гріноку. У березні з есмінцем «Волонтір» та корветами «Анімон» і «Пеніворт» супроводжував конвой HX 229, який перебував під постійними атаками вовчих зграй «Раубграф» та «Дрангер». Попри старання ескорту конвой втратив 13 суден.
Водночас, 4 лютого 1943 року есмінці «Вімі» та «Беверлі» потопили німецький підводний човен U-187 поблизу Ньюфаундленда.